# Aphidius rhopalosiphi
Aphidius rhopalosiphi é uma espécie de insetos himenópteros, mais especificamente de vespas parasíticas pertencente à família Braconidae.
A autoridade científica da espécie é de Stefani-Perez, tendo sido descrita no ano de 1902.
Trata-se de uma espécie presente no território português.